# Emilio Mauri (azienda)
La Mauri Formaggi è un'azienda italiana fondata nel 1920 specializzata nella raccolta di latte,  produzione di formaggi, freschi e stagionati e stagionatura in grotta.
L'azienda ha un fatturato di circa 35 milioni di euro, di cui il 37% circa realizzato in Paesi esteri. Tra gli stabilimenti di Pasturo (LC) e Treviglio (BG), lavorano 120 dipendenti. L'amministratrice delegata dell'azienda è Nicoletta Merlo.

## Storia
Nel 1920, Emilio Mauri inizia l'attività commerciale di caseario portando a valle i formaggi per venderli ai propri clienti. Dopo la fine della prima guerra mondiale, avvia a Maggianico, suo paese di nascita, un'attività di raccolta e stagionatura del formaggio nelle "lanche", grotte naturali alla base della montagna caratterizzate da ambiente, temperatura e umidità adeguate durante tutto l'anno per la stagionatura del formaggio grazie a un moto circolare dell'aria.
Negli anni 1930, l'azienda si amplia con uno stabilimento a Rovato e per mezzo dell'incremento del numero di fornitori. Diventa società per azioni nel 1939. Negli anni 1950 lo stabilimento di Rovato si trasferisce a Treviglio, specializzandosi nella raccolta e lavorazione del latte; aumenta quindi la produzione nazionale e internazionale, arrivando a esportare in circa cinquanta Paesi.
Si è impegnata nella ristrutturazione dello stabilimento e delle grotte di Pasturo, che sono meta di visita da parte di studenti, geologi e speleologi.
Nel febbraio 2015 l'azienda ha iniziato a utilizzare intensivamente il metodo di confezionamento flowpack.
Tra i prodotti più diffusi il taleggio, il gorgonzola, il caprino, la robiola e il mascarpone.

## Certificazioni
L'azienda Emilio Mauri S.p.A. è certificata: OHSAS 18001 (gestione della sicurezza e della salute dei lavoratori); ISO 14001 (gestione ambientale); ISO 22000:FSSC PAS 220 (sicurezza alimentare); IFS (International Food Standard); BRC (British Retailer Consortium); ISO 9001 (qualità aziendale).